# Attack Attack!
Ne doit pas être confondu avec Attack! Attack!.
Attack Attack! est un groupe américain de metalcore originaire de Westervillen dans l'Ohio. Ils enregistrent chez Rise Records un EP intitulé If Guns Are Outlawed, Can We Use Swords?, et deux albums intitulés Someday Came Suddenly en 2008, et Attack Attack! en 2010. Malgré les nombreuses références religieuses de leurs textes, Attack Attack! affirme ne pas être un groupe chrétien. Le groupe se sépare en 2013.

## Historique
Attack Attack! est formé en 2005 par Austin Carlile, Ricky Lortz, Andrew Whiting, Nick White, et Andrew Wetzel en tant que groupe de metalcore. Un peu plus tard, Caleb Shomo rejoint le groupe en tant que « synthétiseur » . Quelques mois plus tard, Nick White (bassiste) et Ricky Lortz (guitare) annonce leur départ du groupe. John Holgado prend alors la place de bassiste et Johnny Franck pris finalement la place de guitariste/chanteur. Début 2008, Attack Attack! auto-produit son premier EP, sous forme de démo intitulée If Guns Are Outlawed, Can We Use Swords?. Le groupe signe en juin 2008 chez Rise Records et enregistre son premier album Someday Came Suddenly avec pour producteur Joey Sturgis. Alors que le groupe est en pleine tournée, Austin Carlile est brutalement viré du groupe. Les autres membres expliqueront par la suite qu'Austin était instable et qu'il nuisait fortement au groupe. Ce dernier crée alors son propre groupe : Of Mice & Men (qu'il quittera temporairement peu après la sortie de leur premier album à la suite d'une maladie cardiaque et d'une opération chirurgicale). Nick Barham, ancien chanteur du groupe All We Know prend la place d'Austin.
Attack Attack! tourne une vidéo pour leur chanson Stick Stickly. Mais en octobre 2009, le screamer Nick Barham annonce son départ du groupe. Il déclare sur son MySpace : « il est juste temps de changer », et affirme qu'il n'y avait pas de conflit entre lui et les autres membres du groupe. Finalement, c'est Caleb Shomo qui prendra la place de hurleur et le groupe entame la tournée Shred Til You're Dead avec des samples de synthétiseur pré-enregistrés aux côtés de I Set My Friends On Fire, Miss May I, Our Last Night et The Color Morale. C'est durant cette tournée qu'ils jouent Sexual Man Chocolate qu'ils annoncent comme faisant partie de leur prochain album.
Début 2010, Attack Attack! entame une nouvelle tournée 2010 Artery Across the Nation Tour aux côtés de Asking Alexandria, I See Stars, Breathe Carolina et Bury Tomorrow. Ils jouent alors trois chansons de leur nouvel album : Sexual Man Chocolate, AC-130 et A For Andrew. Le 8 juin 2010 sort le nouvel album éponyme du groupe, avec le même producteur que Sunday Came Suddenly : Joey Sturgis. Le nom de l'album a dû être changé pour des causes de droits d'auteur, il aurait dû s'appeler Shazam!. Plus tard dans la même année, alors que la tournée This Is A Family Tour touchait à sa fin, Johnny Franck annonce son départ du groupe pour fonder The March Ahead, un projet beaucoup plus personnel, au côté de son meilleur ami Mike Caswell[réf. nécessaire].

## Membres

### Derniers membres
- Andrew Whiting – guitare solo (depuis 2005)
- Andrew Wetzel – batterie (depuis 2005)
- Sean Mackowski – chant clair, guitare (depuis 2011)

### Anciens membres
- Johnny Franck – chant clair, guitare (2005–2010)
- Nick Barham – chant principal (2008–2009)
- Austin Carlile – chant principal (2005–2008)
- Ricky Lortz – chant clair, guitare (2005)
- Nick White – basse (2005)
- Caleb Shomo – hurlements (depuis 2008), chant clair (depuis 2011), synthétiseur (2005 - 2008)
- John Holgado – basse (2005-2013)

## Vidéographie
| Année | Titre          | Album                 | Lien vidéo                                  |
| ----- | -------------- | --------------------- | ------------------------------------------- |
| 2009  | Stick Stickly  | Someday Came Suddenly | [vidéo] « Visionner la vidéo », sur YouTube |
| 2011  | Smokahontas    | Attack Attack!        | [vidéo] « Visionner la vidéo », sur YouTube |
| 2012  | The Wretched   | This Means War        | [vidéo] « Visionner la vidéo », sur YouTube |
| 2012  | The Motivation | This Means War        | [vidéo] « Visionner la vidéo », sur YouTube |
| 2012  | The Revolution | This Means War        | [vidéo] « Visionner la vidéo », sur YouTube |